# Дроґорадз (Західнопоморське воєводство)
Дроґорадз (пол. Drogoradz) — село в Польщі, у гміні Полиці Полицького повіту Західнопоморського воєводства.
Населення — 271 особа (2011).

## Демографія
Демографічна структура станом на 31 березня 2011 року:
|          | Загалом | Допрацездатний вік | Працездатний вік | Постпрацездатний вік |
| -------- | ------- | ------------------ | ---------------- | -------------------- |
| Чоловіки | 140     | 33                 | 99               | 8                    |
| Жінки    | 131     | 29                 | 81               | 21                   |
| Разом    | 271     | 62                 | 180              | 29                   |